# ウルフィPRESS
『ウルフィPRESS』（ウルフィプレス）は、2008年4月1日から2010年7月4日まで名古屋テレビ（メ〜テレ）で放送されていた番宣番組である。

## 概要
2008年3月31日まで同局で放送されていた『メ〜テレカフェ』の改題リニューアル版で、同様に同局放送番組のスポットCMを続けて数本流していた。アナログ放送ではレターボックス形式で放送されていた。また、アナログ放送・デジタル放送ともに、VTRの右下には「ウルフィPRESS」のロゴを表示していたほか、4:3比のVTRを流す際にはサイドパネルを追加していた。
オープニングとエンディングでは、パソコンのキーボード操作音とともに、ウルフィが打ったとされる文章を表示していた。これにより、番組タイトル通りにウルフィが紹介しているような雰囲気を演出していた。オープニングでは、その回で流す番組スポットCM全体の内容を表すコピーを表示していた（例：「特番の季節だね」「土曜日の夜といえばこれ」など）。そしてエンディングでは、別れ言葉とともに「ウルフィ」と表示していた（例：「見逃せない!ウルフィ」など）。
平日深夜に放送されるバージョンのみ、毎回メ〜テレの女性アナウンサーが進行役を務めていた。このバージョンでは、番組宣伝1回ごとに担当アナウンサーによる番組内容の紹介と番組スポットCMのVTRを流していた。それを2 - 3回繰り返した後、時間調整のためにウルフィのクレイアニメと内容紹介の無い番組スポットCMを数本流してエンディングに入っていた。エンディングの映像は、当時メ〜テレのオープニングとクロージングに使われていたアニメの一部を流用したものだった。このバージョンの収録は、メ〜テレ本社の玄関ホールで行われていた。
2009年10月16日からは、平日深夜のバージョンで毎回女性アナウンサーによるリアクション映像を流すようになった。これ以後、アナウンサーが出演するバージョンは『女子アナのリアクション』と題して単独番組化され、本番組が『ウルうる』との統合によって整理された後も2014年3月30日まで放送され続けた。

## 放送時間
いずれも日本標準時。特別編成などによって放送時間が変更される場合があったほか（主に土曜昼の放送と日曜昼の放送）、特定の放送枠がある程度の期間別のミニ番組に差し替えられる場合があった。

### 平日
- 木曜 9:55 - 9:57
- 月曜 - 金曜 16:54 - 17:00 （『スーパーJチャンネル』拡大時には休止）
- 火曜 - 木曜 24:18 - 24:20
- 金曜 24:23 - 24:26
- 火曜 25:20 - 25:25 （天気予報終了後の25:21頃から放送）

### 土曜
- 14:57 - 15:00
- 17:25 - 17:30
- 22:56 - 23:00 （冒頭に「UP!来週のラインナップ」を1分間放送）

### 日曜
- 13:55 - 14:00
- 15:25 - 15:30
- 17:55 - 18:00
- 22:54 - 23:00

## 備考
テレビドラマの宣伝をする回では、その作品の主題歌CDを視聴者プレゼントにすることもあった。
また、『相棒』シリーズの劇場版『相棒シリーズ 鑑識・米沢守の事件簿』にメ〜テレがパートナーズとして関わっていることもあり、番組は同作品の宣伝も頻繁に行っていた。番組内で、六角精児扮する米沢守（同作品の主人公）と鈴木しおりと塩尻奈都子（いずれもメ〜テレアナウンサー）扮する捜査一課刑事によるショートコメディ「相棒 in メ〜テレ」を放送したこともある。ちなみにこのショートコメディのオープニングは、『相棒 season7』のオープニングに「in メ〜テレ」の文字を付け加えたものだった。